# Krakkó–vilniusi unió
A krakkó–vilniusi unió (röviden vilniusi unió) egy lengyel–litván egyezmény volt, melyet Krakkóban, 1499. május 6-án és Vilniusban ugyanazon év július 24-én aláírt okiratba foglaltak.

## Az unió születése
Jagelló Kázmér lengyel király halála után 1492-ben megszakadt a perszonálunió Lengyelország és a Litván Nagyfejedelemség között. János Albertet választották lengyel királlyá, litván nagyfejedelemmé pedig a litván urak kívánságának és az elhunyt uralkodó akaratának megfelelően öccsét, Sándort. Az immár száz éve unióban élő két ország kapcsolata azonban nem szakadt meg. Az uralkodók megállapodtak, hogy egyeztetik külpolitikájukat. Litvánia a Moszkvai Nagyfejedelemséggel folytatott politikájával foglalkozott, és a tatárokkal való kapcsolatával. Lengyelország képviselte a litván érdekeket az Oszmán Birodalomban, a nyugati államokban és a Vatikánban, hasonlóan, ahogy Jagelló Kázmér idején volt. A két ország katonai segítséget nyújtott egymásnak. Ezért azt lehet mondani, hogy a két ország szorosabb, dinasztiás unióban egyesült ebben a korszakban.
A kudarcok, amelyek Lengyelországot (a koźmini vereség 1497-ben) és Litvániát (háború Moszkvával 1492-1494 között és az ezt követő fenyegetettség) érték, és az együttműködés hiánya Lengyelország, Csehország és Magyarország között sokat rontott a Jagellók államának nemzetközi súlyán, és megerősítették a lengyel és litván vezetőket annak felismerésében, hogy a két államnak szorosan együtt kell működnie. Mindkét fél hasznosnak ítélte a szövetséget.

## Az unió megkötése
Az aláírt megállapodás voltaképpen politikai katonai szövetség, mely feltételezi, hogy a résztvevők a jövőben uralkodójukat közös akarattal választják meg. Hivatkozott az 1413. évi horodłói unióra, és mellőzte a hivatkozást a Jagelló Ulászló és Vitold litván nagyfejedelem egyezményét, mely Litvánia és Lengyelország egyesítését tartalmazta.
Az unió előírta:
- kölcsönös segítségnyújtást ellenséggel szemben
- hadat csak a másik fél egyetértésével lehet üzenni
- mindkét állam csak a másik fél tudtával és hozzájárulásával választ uralkodót.

A litvánoknak nem volt ínyükre a két ország esetleges egyesítése, és ezt el is érték, mivel pillanatnyilag erősebbek voltak a lengyel félnél a nem sokkal korábban elszenvedett moldovai vereség miatt.
Nem sokkal később a lengyelek kihasználva Litvánia nehéz helyzetét a Moszkvával vívott háború (1500–1503) során a mielniki unióban megkísérelték keresztülerőltetni saját koncepciójukat. Függetlenül a politikai játék állásától a krakkó–vilniusi egyezmény kinyilvánította mindkét ország politikai elitjének akaratát a lengyel–litván szövetség további fennállásáról és elmélyítéséről. Arról nem volt szó az egyezményben, hogy a felek részt vegyenek-e és milyen módon a másik fél uralkodójának megválasztásában, és teljességgel kikerülték azt a kérdést, hogy a Jagellók öröklik-e a litván trónt. Ez a kérdés égető volt pedig nemcsak a dinasztia számára. A lengyelek számára világos volt, hogy ha a jövőben szorosabbra kívánják venni az uniót, akkor az ő ragaszkodásuk a királyválasztáshoz illuzórikus lesz, ha a litván trónt örökléssel töltik be. Ezt az okiratot tehát valószínűleg a lengyel fél kezdeményezésére írták be. Másrészt a litván urak nem akartak akarták megfosztani magukat attól, hogy a lengyeleket sakkban tudják tartani, a Jagellók pedig nem akartak lengyelországi dinasztikus garanciák nélkül lemondani jogaikról. A szövetségesek még nem voltak képesek megoldani ezt a kérdést, valószínűleg ez magyarázza az okirat enigmatikus voltát.
A valóságban a krakkó–vilniusi unió mindössze a Lengyelország és Litvánia között fennálló helyzetet erősítette meg, mely Jagelló Kázmér trónra lépése óta állt fenn, vagyis két szuverén ország szoros szövetségét.

## Lásd még
- Lengyel–litván unió